# 佐々木遊太
佐々木 遊太（ささき ゆうた、1982年〈昭和57年〉 - ）は、日本の紙芝居師、デジタルコンテンツ制作者。慶應義塾大学卒業。

## 経歴
本業はデジタルコンテンツ制作や電子デバイスの企画・制作だが、2005年（平成17年）に慶應の学園祭で紙芝居に夢中になる子供たちを見て、紙芝居師を志す。翌2006年（平成18年）1月、下町風俗資料館で紙芝居師である森下正雄の定期公演を見、喉頭癌に伴う声帯除去で声を失ってもなお昭和の伝統を守り続ける森下の姿に惹かれ、彼に師事。2007年（平成19年）3月に森下の前座としてデビュー。森下の没後もその遺志を継いで伝統を守るため、地元である東京都国立市の公園や街頭などで興業を続けている。
紙芝居の衰退につれて街頭紙芝居からイベントや公共施設での興業へと移行していった森下に対し、佐々木はイベントや施設に限らず、公園や街頭で、昔ながらの自転車の荷台に取り付けた舞台で興業を行なうことが特徴。これは昭和初期の往年の紙芝居師が、自宅から自転車で回れる範囲で仕事をしていたことから、その伝統を守るためであり、その姿は『出没!アド街ック天国』（テレビ東京）、『すけっち』（同）、『東京サイト』（テレビ朝日）など多くのテレビ番組のほか、雑誌でもしばしば取り上げられている。また街頭紙芝居は子どもを楽しませることが何よりも大事だったとして、上演内容は社会的、道徳的メッセージは込めないものが多い。紙芝居の腕前は、普通なら約数年かかるところを半年で上演にこぎつけたと森下も評価していた。
一方でデジタルネイティブへの対応として、紙芝居にiPadを取り入れることを考案し、2010年（平成22年）に初披露。佐々木自身の製作したアプリケーションにより、観客の好きな物、観客をその場で撮影した画像で即興の物語が出来上がり、これをiPadの画面上で紙芝居のように表示させる仕組みであり、即興性が喜ばれ、テレビやゲームを愛好する子供たちにも好評を博している。第18回文化庁メディア芸術祭ではエンターテインメント部門の審査委員会推薦作品に選ばれた。2016年、『WIRED』が主催するクリエイティブアワード「CREATIVE HACK AWARD」では、グランプリを受賞している。
同じく紙芝居と情報機器を融合させる活動として、昭和時代の紙芝居の画は多くが紛失され、現存するものも個人蔵が多く二次利用が困難なことから、紙芝居作家である加太こうじの遺族の協力のもと、原画を複写した画像を用いて紙芝居を実演できるiPadおよびiPhone向けのアプリケーションを開発。これを自らのウェブサイトで無料公開することで、昭和時代の文化の保存に努めている。